# Эстман, Брор
Брор Гуннар Эстман (швед. Bror Gunnar Östman; 10 октября 1928, Шелевад, Вестерноррланд — 23 апреля 1992, Эрншёльдсвик, Вестерноррланд) — шведский прыгун с трамплина, бронзовый призёр чемпионата мира 1954 года, четырёхкратный чемпион Швеции (1951, 1953, 1955, 1956). Член сборной Швеции по лыжным видам спорта. Участник зимних Олимпийских игр 1952 и 1956 годов.

## Спортивная карьера
Свой первый успех Остман добился, выиграв чемпионат Швеции в 1951 году. В 1952 году принял участие в соревнованиях зимних Олимпийских игр в Норвегии, где финишировал на 32-м месте, прыгнув в первом прыжке на 66,5 м и падения на отметке 65 м во второй попытке.
В 1953 году снова стал чемпионом страны на чемпионате Швеции. В 1954 году Остман впервые выступил на чемпионате мира в Фалуне, где вслед за двумя финнами стал бронзовым медалистом с Большого трамплина. В 1955 и 1956 годах на национальном чемпионате вновь одерживал победы.
Свой последний международный турнир Остман провел, приняв участие в зимних Олимпийских играх 1956 года в Кортина д’Ампеццо. После прыжков на 75,5 м и 76,5 м Остман занял 14-е место.
23 апреля 1992 года Брор Эстман умер в возрасте 63-х лет.